# Danis Civil
Danis Civil (* 3. Mai 1988 in Saint-Laurent-du-Maroni, Französisch-Guayana), auch bekannt unter seinem Nickname Dany Dann, ist ein französischer Breakdancer. Bei den Olympischen Spielen 2024 in Paris gewann er die Silbermedaille.

## Biografie
Danis Civil kam als siebentes von acht Kindern im französischen Übersee-Département Guayana zur Welt. Sein Vater starb, als Danis fünf Jahre alt war. Nachdem ihn sein Cousin Anthony mit den Grundlagen des Breakdancings vertraut gemacht hatte, verbrachte er viel Zeit mit Online-Videos, um sich selbst die Moves beizubringen. Gemeinsam mit einem Freund schloss er sich der Boogie West Crew an, mit der er zunächst landesweit auftrat und 2006 am Caraïp’-Hop auf Guadeloupe, dem größten Hip-Hop-Festival der Karibik, teilnahm.
2008 gewann Dany Dann mit Boogie West den Euro Battle in Clermont-Ferrand und beschloss daraufhin, in Frankreich zu bleiben. Er zog nach Paris, wo er eine Anstellung als städtischer Park- und Gartenwächter fand. Später arbeitete er in einem Krankenhaus in Clamart. Er schloss sich der Crew 9.7.X an, die ausschließlich aus Mitgliedern aus den französischen Überseegebieten besteht. Einige Jahre danach wurde er Mitglied der elitären Vagabond Crew. Einen ersten größeren Erfolg konnte er 2012 mit dem Gewinn des Battle of the Year France in Montpellier feiern. In den folgenden Jahren nahm er unter anderem am prestigeträchtigen Red Bull BC One in teil und wurde aufgrund guter Englischkenntnisse eingeladen, international Workshops abzuhalten. Nachdem feststand, dass Breaking olympisch werden würde, fokussierte sich Civil gänzlich auf den Wettkampf. Im Juni 2022 kürte er sich in Bordeaux zum französischen Meister, nachdem er im Jahr zuvor mit einer Handgelenksverletzung eine Finalniederlage erlitten hatte. Fünf Monate später wurde er in Manchester Europameister. Mit einem Sieg bei den Europaspielen 2023 in Nowy Sącz qualifizierte er sich für die Olympischen Spiele in Paris.
Im Rahmen der Olympischen Spiele musste er sich erst im finalen Battle mit 4:5, 0:9 und 0:9 dem neun Jahre jüngeren Kanadier Philip Kim alias Phil Wizard geschlagen geben und gewann somit die Silbermedaille.
Bis 2020 absolvierte Danis Civil eine Ausbildung zum Krankenpflegehelfer. Er ist mit einer freiberuflichen Krankenschwester, dem früheren B-Girl Marion, verheiratet, und lebt mit ihr und zwei gemeinsamen Söhnen im südfranzösischen Perpignan.

## Stil
Laut dem dreimaligen Weltmeister der Vagabond Crew, B-Boy Mounir, sei es Civil gelungen, angesichts seines beruflichen und familiären Lebens „Klarheit und Intelligenz“ zu beweisen. Über seinen eigenen Stil sagte Dany Dann 2023 Folgendes:

« Ma personnalité se ressent dans ma danse : la musique, la fête, mon côté décontracté. En battle, je peux te retourner, mais avec le sourire. Je suis beaucoup plus conscient de ma danse, plus précis, sur le moment. Là où j’enchaînais les moves à l’instinct par le passé, je suis maintenant à même d’anticiper mes prochains moves. J’entends la musique, et ça me donne l’idée d’enchaîner avec tel ou tel move. Je peux aussi observer mon adversaire, voir dans ses yeux que je suis en train de le terrasser. Je suis conscient. Je sens qu’il prend des coups. Et je rigole. Je m’amuse. »

„Meine Persönlichkeit spiegelt sich in meinem Tanz wider: Musik, Party, meine lässige Seite. Im Battle kann ich dich auf den Kopf stellen, aber mit einem Lächeln. Ich bin mir meines Tanzes viel bewusster, präziser, aus dem Moment heraus. Wo ich früher Moves aus dem Bauch heraus aneinandergereiht habe, kann ich jetzt meine nächsten Moves voraussehen. Ich höre die Musik und das bringt mich auf die Idee, mit diesem oder jenem Move weiterzumachen. Ich kann auch meinen Gegner beobachten und in seinen Augen sehen, dass ich ihn gerade besiege. Ich bin mir dessen bewusst. Ich spüre, dass er Schläge einsteckt. Und ich lache. Ich habe Spaß.“

## Erfolge (Auswahl)
- 2008: 1. Platz Euro Battle, Clermont-Ferrand (mit Boogie West)
- 2012: 1. Platz Battle of the Year France, Montpellier
- 2016: Top 8 UK B-Boy Championships World Finals, London[3]
- 2016: Top 8 Unbreakable, Antwerpen
- 2018: Top 8 Outbreak Europe: Celebration of Mex One’s Life, Banská Bystrica
- 2018: Top 8 Outbreak Europe Undisputed, Banská Bystrica
- 2018: 1. Platz SNIPES Battle of the Year World Final, Montpellier
- 2022: 2. Platz Outbreak Europe, Banská Bystrica
- 2022: 1. Platz Europameisterschaften, Manchester
- 2023: 1. Platz Europaspiele, Nowy Sącz
- 2024: 2. Platz Olympische Spiele, Paris